# New York State Capitol
Het New York State Capitol is de regeringszetel van de Amerikaanse staat New York en bevindt zich in de hoofdstad Albany. 
De bouw werd voltooid in 1899 en kostte destijds 25 miljoen dollar (een equivalent van 768 miljoen in 2019). In 1971 werd het gebouw geplaatst op het National Register of Historic Places en in 1979 als een National Historic Landmark. 

## Geschiedenis
Drie teams van architecten werkten aan de bouw, die 32 jaar in beslag nam. Thomas Fuller was architect van 1867 tot 1875 en was verantwoordelijk voor de gelijkvloers die in klassieke romaanse stijl gebouwd werd. In 1875 werd hij ontslagen en vervangen door Leopold Eidlitz en Henry Hobson Richardson die de volgende twee verdiepingen in een renaissance stijl bouwden. De oplopende bouwkosten zorgden voor een conflict bij de machtshebbers in die tijd en nadat Grover Cleveland gouverneur werd ontsloeg hij de architecten en stelde Isaac G. Perry aan om het gebouw te vervolledigen.

## Galerij

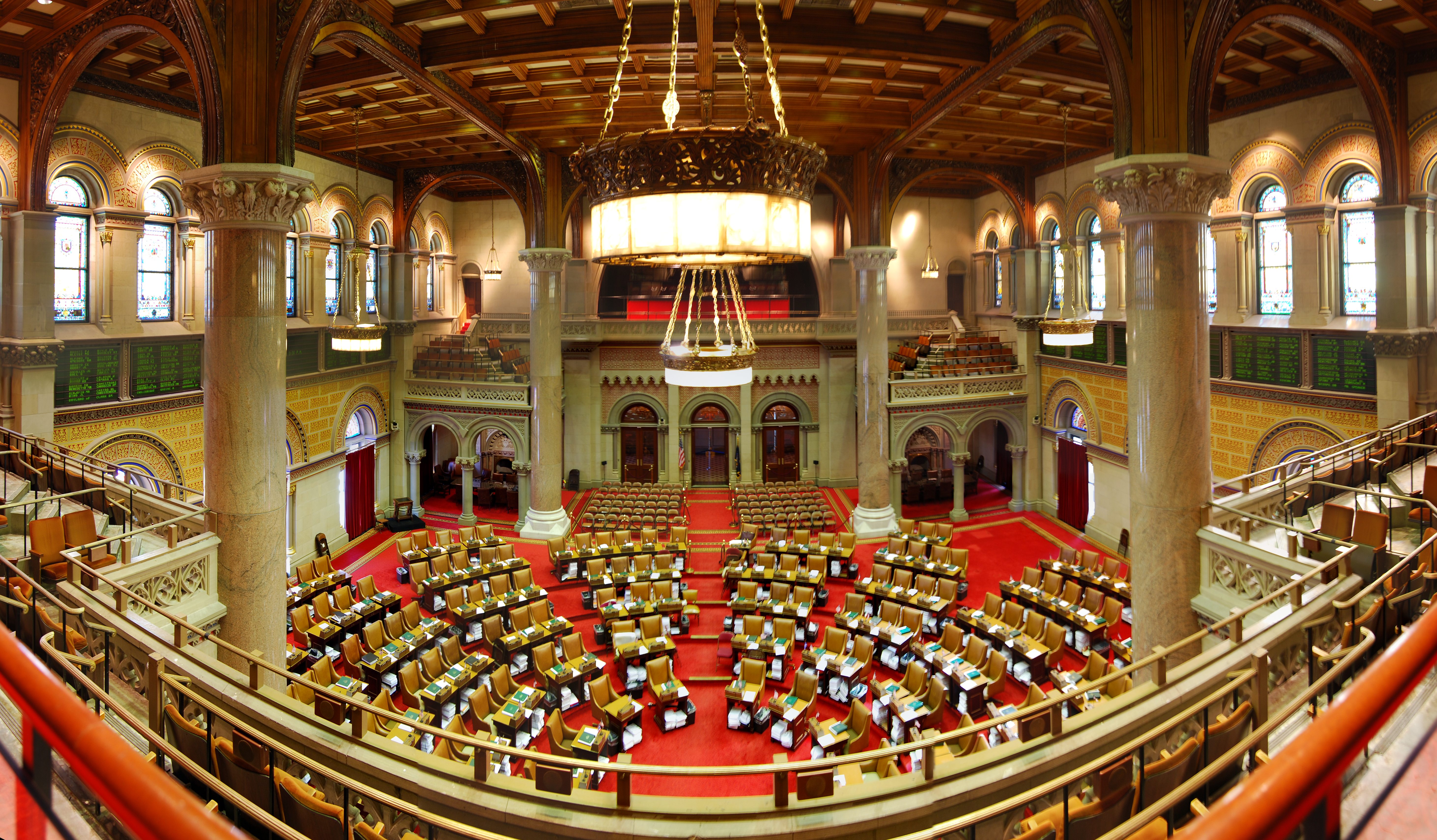
Vergaderzaal van de New York State Assembly
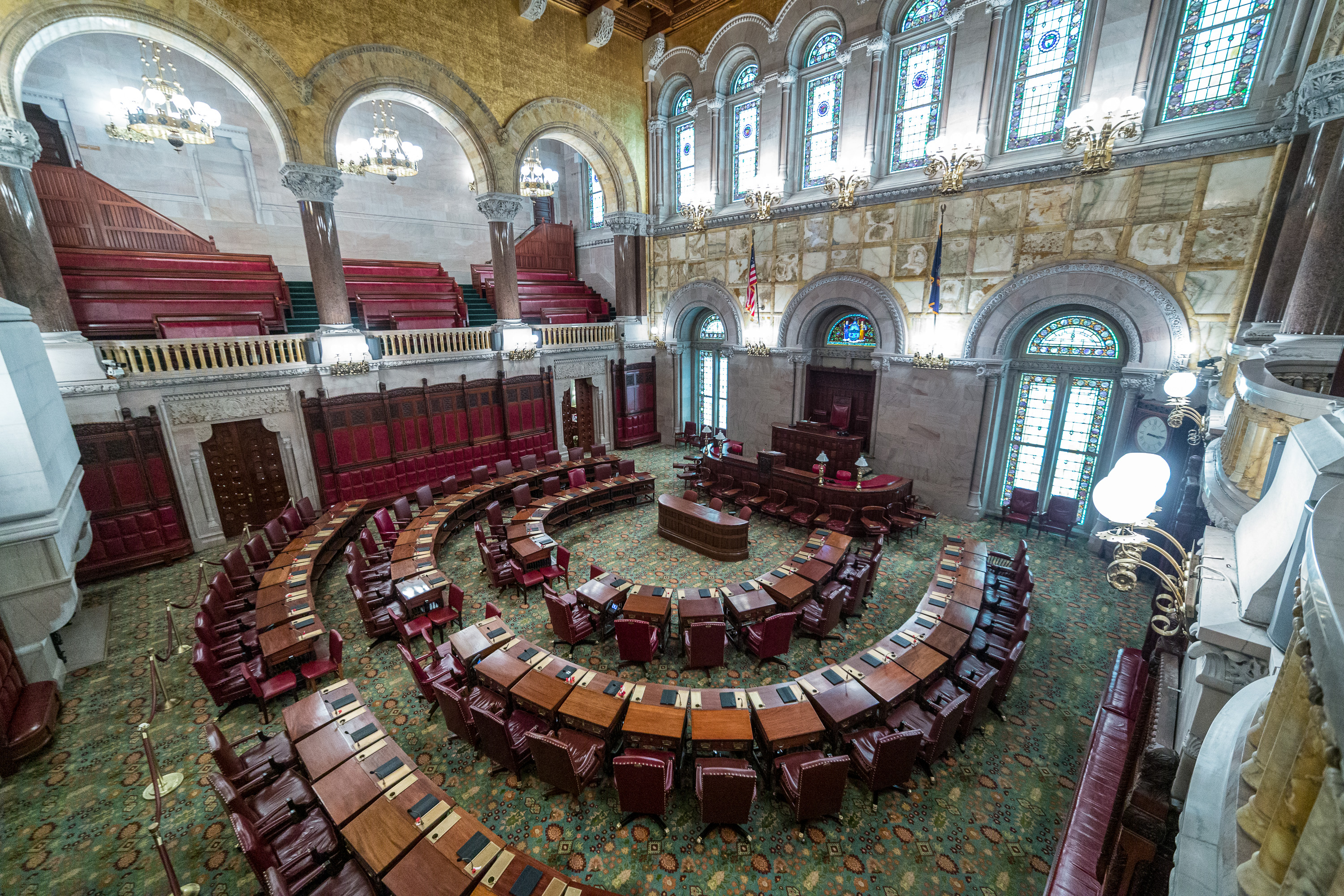
Kamer van de New York State Senate
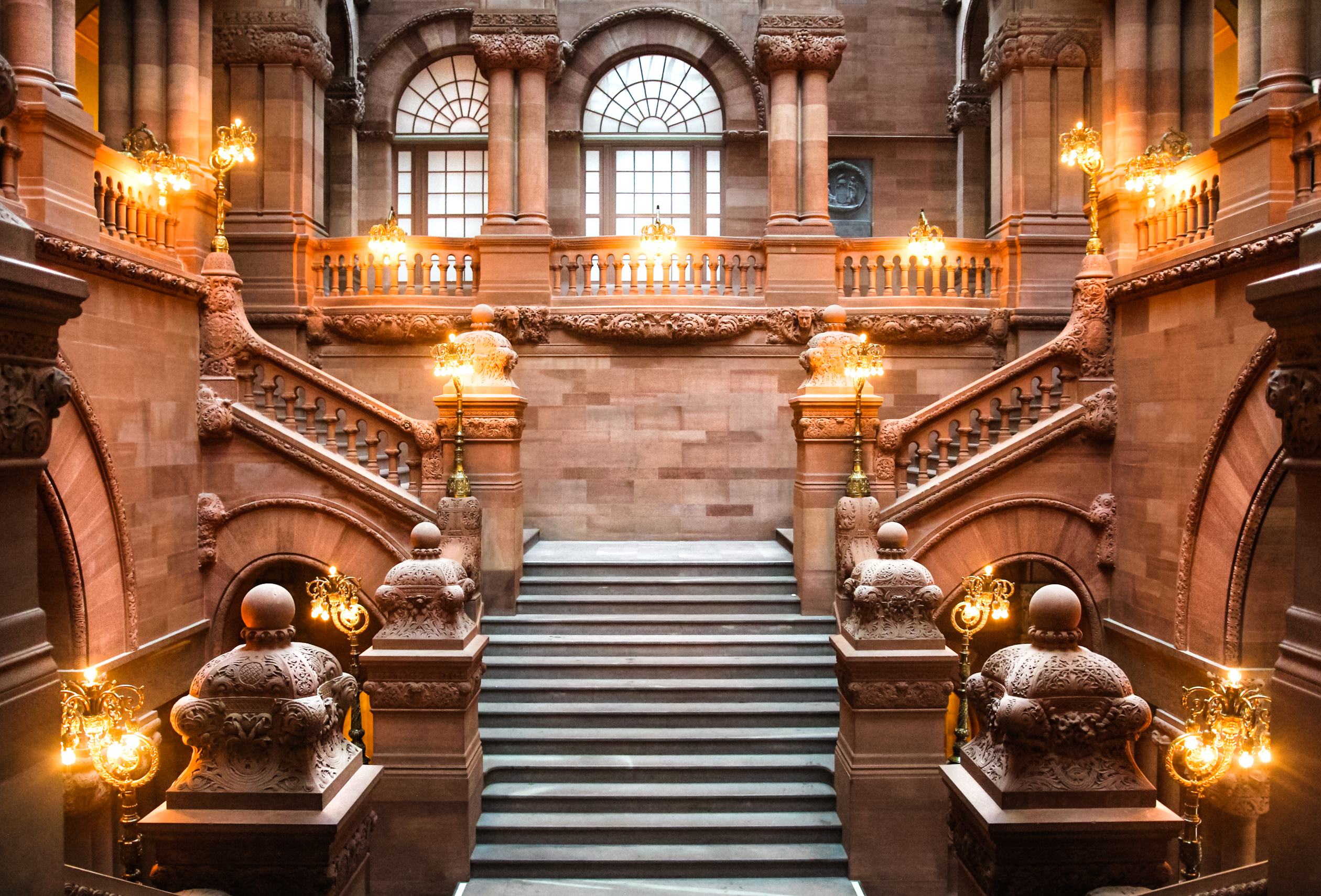
Trappenhuis

- Virtual International Authority File: 316593201